# Квинт Фабий Амбуст
Квинт Фабий Амбуст (лат. Quintus Fabius Ambustus; умер в 389 году до н. э.) — римский политический деятель из патрицианского рода Фабиев, военный трибун с консульской властью 390 года до н. э.

## Происхождение
Квинт Фабий принадлежал к одному из самых знатных и влиятельных патрицианских родов Рима. Поздние источники возводили родословную Фабиев к сыну Геракла и италийской нимфы, утверждая также, что вначале этот род назывался Фодии (от латинского fodere — рыть), поскольку его представители с помощью ям ловили диких зверей. Антиковед Т. П. Уайзмен назвал это объяснение «достаточно необычным, чтобы быть правдой».
Капитолийские фасты называют преномены отца и деда Квинта Фабия — Марк и Квинт соответственно. Его братьями были Нумерий и Кезон, многократно избиравшиеся военными трибунами с консульской властью. Соответственно Квинт был сыном Марка Фабия Вибулана, консула 442 года до н. э, и внуком единственного из Фабиев, уцелевшего после катастрофы при Кремере в 477 году до н. э. — Квинта Фабия Вибулана.

## Биография
В 391 году до н. э., когда галлы вторглись в Италию, сенат отправил к ним именно Квинта Фабия и его братьев с требованием не нападать на друзей и союзников Рима. Но сами послы оказались, по словам Тита Ливия, «буйными и похожими скорее на галлов, чем на римлян», и это повлияло на исход дела. Сначала послы вспылили в ходе переговоров, а затем приняли участие в военных действиях на стороне клузийцев. «И в довершение всего Квинт Фабий, выехав на коне из строя, убил галльского вождя, неистово рвавшегося к этрусским знамёнам. Он насквозь пробил ему бок копьём, а когда начал снимать доспехи, галлы узнали его, и по всем рядам разнеслось, что это римский посол».
В этой ситуации галлы потребовали от сената выдать им трёх Фабиев как нарушителей «права народов». Сенат признал требование справедливым, но передал дело на рассмотрение народного собрания, и в конце концов благодаря «лицеприятию и подкупу» Фабии не только не были выданы, но даже стали военными трибунами следующего года (390 до н. э.). Согласно Диодору, нарушителем посольского права стал только Квинт, и от выдачи галлам его спас отец, бывший тогда одним из военных трибунов. Такой исход дела, согласно античным источникам, и стал поводом для похода галлов на Рим.
Трибуны выступили навстречу врагу. Луций Анней Флор и Орозий называют командующим римской армией «консула Фабия», но известно, что с армией был ещё по крайней мере один трибун — Квинт Сульпиций Лонг, принёсший перед битвой жертвоприношение в неподходящий для этого день. Командиры армии не построили перед боем лагерь и не смогли оказать организованное сопротивление галлам, так что те одержали лёгкую победу.
Неизвестно, где находился Квинт Фабий в последующие месяцы, когда галлы осаждали Капитолий. Возможно, он был в Вейях, куда бежала большая часть уцелевших в бою. Как только истёк срок трибуната Фабия, он был привлечён к суду народным трибуном Гнеем Марцием, но умер ещё до суда. Согласно одной из версий, он покончил с собой. В историографии существует предположение, что биография Амбуста была искусственно дополнена эпизодами из рассказа о децемвире Аппии Клавдии